# هوارد دبليو. ديفيس
هوارد دبليو. ديفيس (بالإنجليزية: Howard W. Davis)‏ هو سياسي أمريكي، ولد في 1885، وتوفي في 1959. انتخب عضو جمعية ولاية كاليفورنيا.